# Bullaun von Clonlisk
Der Bullaun von Clonlisk liegt hinter einer Hecke neben der Straße und nahe der National School im Townland Clonlisk (irisch Cluain Leisc) westlich von Roscrea im County Offaly in Irland. Der Begriff Bullaun (irisch bullán) bezieht sich auch auf den meist niedrigen Stein und auf die mitunter mehreren (multiplen) hemisphärischen Aushöhlungen, wobei die meisten Steine nur eine Aushöhlung haben.
Der große Doppel-Bullaunstein ist 2 m lang, 1,4 m breit und 1,3 m hoch und hat einen breiten Vorsprung auf der Südwestseite. Die beiden West-Ost orientierten Bullauns  haben 0,35 m Durchmesser und sind 0,2 m tief. Die Südwestseite des Steins ist von Moos überwachsen und die Hecke der Straßenseite liegt an der Nordostseite an.